# De poppenspeler van Lodz
De poppenspeler van Lodz is een hoorspel naar het toneelstuk Le marionnettiste de Lodz (1980) van Gilles Segal. Het werd vertaald door Willy Brill, die ook regisseerde, samen met Joke Reitsma-Hagelen. De KRO zond het uit op zaterdag 24 augustus 1985 met een herhaling op 29 september 1987. De BRT zond dit hoorspel uit op 11 maart 1986. Het hoorspel duurde 59 minuten. Het was de KRO inzending voor de Prix Italia 1985.

## Rolbezetting
- Maxim Hamel (Samuel Finkelbaum)
- Truus Dekker (conciërge)
- Jan Borkus (Popov)
- Paul van der Lek (Spencer)
- Johan Sirag (Wassermann)
- Luc van de Lagemaat (dokter)
- Luc van de Lagemaat (Weissmann)
- Willem Wagter (Schwarzkopf)
- Gerard Reitsma (de nieuwslezer)

en
- Leo Borghart (de klarinettist)

## Inhoud
De poppenspeler Samuel Finkelbaum verstopt zich op een Berlijnse zolderkamer en is er zelfs in 1950 niet van overtuigd dat de oorlog al vijf jaar voorbij is. Hij is bang dat hij zal teruggestuurd worden naar het kamp Auschwitz waaruit hij ontsnapte en creëert een wereld die hij met zijn geest kan controleren. Hij is bezig een groot poppenspel te repeteren dat hij zal opvoeren als de oorlog ten einde is: Het tragi-komische leven van Samuel Finkelbaum, poppenspeler. Hij zal eens en voor altijd één vraag beantwoorden: als er een God is, waarom heeft die dan een dergelijk leed mogelijk gemaakt?